# Jitterbug
Jittebug là một loại điệu nhảy phổ biến trong cộng đồng người Mỹ gốc Phi ở Hoa Kỳ vào đầu thế kỷ 20. Nó thường được kết hợp với nhiều điệu nhảy khác nhau như Lindy Hop, jive và East Coast Swing.

## Lịch sử ban đầu

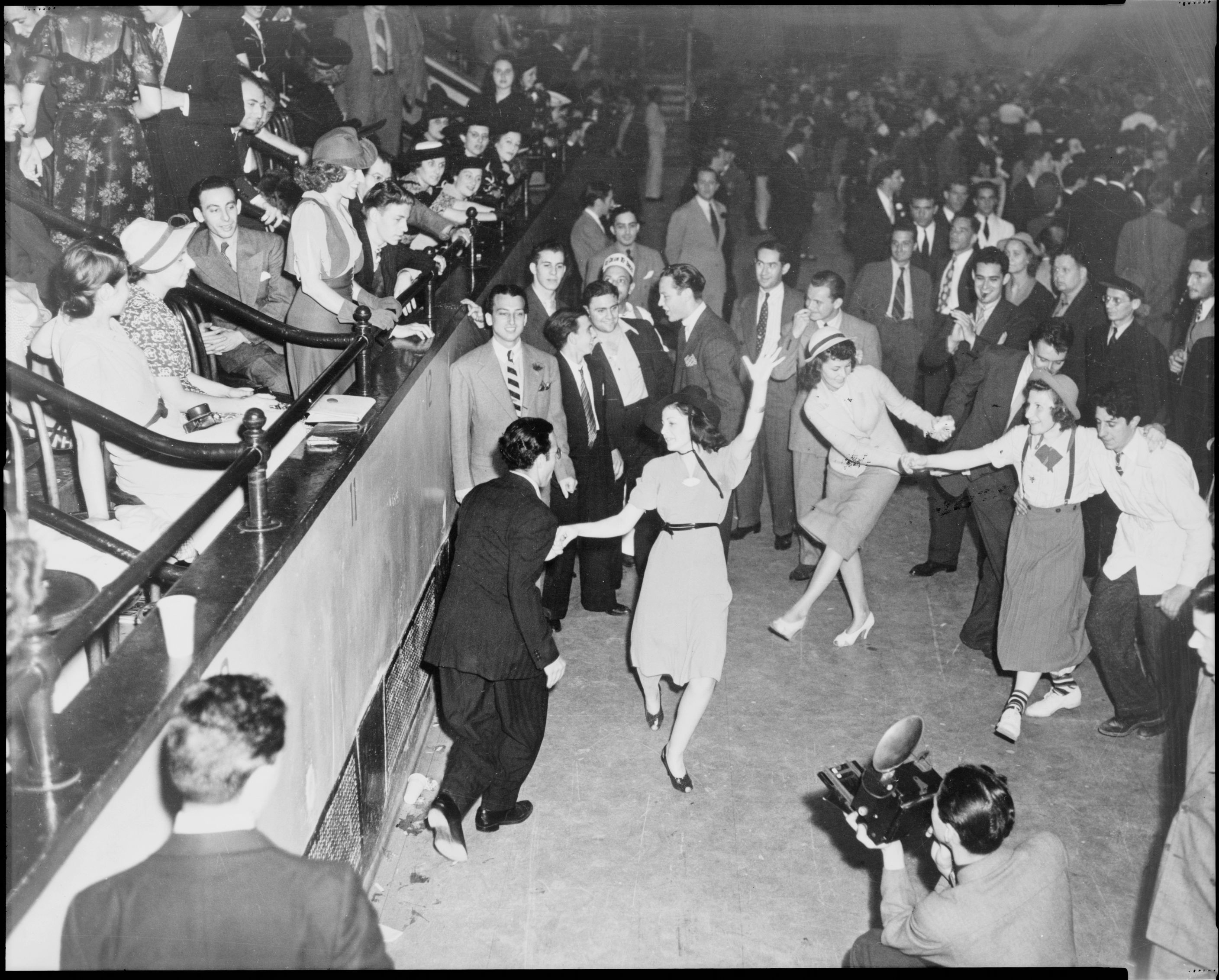
Vũ công Jitterbug năm 1938